# Grandes Rios
Grandes Rios est une municipalité brésilienne située dans l'État du Paraná.